# María Teresa Vera
María Teresa Vera (Guanajuay, Cuba, 6 de febrer de 1895 - L'Havana, 17 de desembre de 1965) fou una cantant, compositora i guitarrista cubana. Va ser un exemple destacat del moviment cubà Trova.

## Biografia
Va començar la seva carrera com a cantant el 1911 en un teatre on va cantar també la cançó criolla Mercedes de Manuel Corona. El seu primer professor de guitarra va ser el torcedor d'havans José Díaz. Manuel Corona va continuar amb la seva formació musical explicant-li aspectes com els diferents mètodes per a la primera i la segona guitarra i, finalment, li va ensenyar les seves composicions. Això fou sens dubte el major benefici per a la jove.
Va formar un duo amb Rafael Zequeira entre el 1916 i el 1924, fins que va caure malalt i va morir. Havien fet més de cent enregistraments junts a Nova York, la majoria de les quals no han perdurat. Després va conèixer Carlos Godinez, un compositor, que li va ensenyar més aspectes sobre la guitarra; amistat de la qual va durar fins a la seva mort el 1950.
A continuació, va formar el Sexteto Occidente el 1925 amb Miguel García com a primera veu, clavé i director (perquè coneixia sobretot de música); Ignacio Piñeiro al contrabaix; Julio Torres Biart al tres; Manuel Reinoso al bongo i Francisco Sánchez a les maraques. Eren un grup de músics amb talent que tindrien carreres brillants.
Ella es va unir a Lorenzo Hierrezuelo com a duet el 1935, i aquest duet va durar 27 anys. Durant gran part d'aquest temps, Hierrezuelo va dirigir el seu duo amb Vera al costat de la seva col·laboració amb Compay Segundo (Francisco Repilado), com a duo anomenat Los Compadres.
Una de les seves millors composicions, l'havanera Veinte años, ha estat interpretada per diversos artistes cubans. També és molt conegut el tema Sólo pienso en ti, un son cubà de tipologia bolero. El 1945 va ser contractada a Circuito CMQ per al programa de ràdio Cosas de Ayer. A la dècada de 1950, va aparèixer al programa de televisió El Casino de la Alegría i als anys seixanta va rebre tributs públics a la seva jubilació el 1962.

## Opinions
En la seva biografia, Jorge Calderón dona les opinions de 32 compositors i músics cubans sobre la seva trajectòria. Silvio Rodríguez va dir d'ella:
"La seva veu era sense vibrar, seca; va colpejar les notes, només va allargar una nota de manera que es llisqués d'un to a un altre, cosa que va donar a la seva veu una gràcia, o, molt millor, un personatge singular. La seva producció semblava poc freqüent, natural, col·loquial ... Sempre hi havia variacions en la melodia original, [ja que] sempre interpretava de manera creativa [la peça]".
Pablo Milanés es va complaure a dir que "María Teresa és per a mi l'encarnació de la cançó cubana".
María Teresa Linares, musicòloga, va dir d'ella i de Hierrezuelo:
"Crec que el període més important [per a ells] van ser els seus 27 anys com a duet, Lorenzo a la primera guitarra, Vera a la segona. La veu de Hierrezuelo va estar en el seu millor moment ... [i] La veu de María Teresa era inigualable en aquell moment. La qualitat de les seves appoggiatures, adorns, perfeccionaments i la seva interpretació ... van assolir el seu punt més alt. Tot plegat, va ser l'expressió més sublim de la cançó cubana".

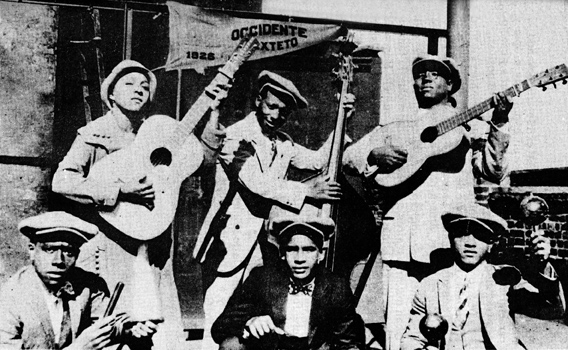
Sexteto Occidente, Nova York, 1926. A l'esquerra: Maria Teresa Vera (guitarra), Ignacio Piñeiro (contrabaix), Julio Torres Biart (tres); al davant: Miguelito Garcia (clavé), Manuel Reinoso (bongó) i Francisco Sánchez (maracas)

.

## Tribut
El 6 de febrer de 2020, Google va celebrar el seu 125è aniversari amb un Google Doodle.